# Jollibee
Jollibee Foods Corporation (JFC), alment kendt som Jollibee, er en filippinsk kæde af restauranter der sælger fastfood af amerikansk type, men med filippinsk tilsnit. Den opstod og har sin hovedudbredelse i Filippinerne. Den serverer hamburgere, spaghetti, kylling og visse filippinske retter. Kæden er massivt repræsenteret i Filippinerne, men har også afdelinger i USA, Saudiarabien, Folkerepublikken Kina, Hongkong, Vietnam, Malaysia, Indonesien, Dubai og Brunei. Jollibee er også navnet på kædens maskot, en stor bi i blazer, skjorte og kokkehat.
Pr december 2007 var Jollibee én af verdens største fast food-kæder med 1.655 restauranter verden over, heraf 1.466 restauranter bare i Filippinerne. 
Ved udgangen af september 2008 havde JFC 1.490 lokale og 228 udenlandske restauranter i sin portefølje.
Jollibees historie går tilbage til stifteren Tony Tan Caktiongs første Jollibee-restaurant i Cubao i Quezon City, som blev åbnet i 1975.